# غاكو هامادا
غاكو هامادا (باليابانية: 濱田岳؛ بالكانا: はまだ がく) هو ممثل ياباني، ولد في 28 يونيو 1988 في طوكيو في اليابان.

## أعمال

### أفلام
- (2018)  قوتنا

## وصلات خارجية
- غاكو هامادا على موقع IMDb (الإنجليزية)
- غاكو هامادا على موقع أول موفي (الإنجليزية)
- غاكو هامادا على موقع قاعدة بيانات الفيلم (الإنجليزية)